# Jamie Pollock
Jamie Pollock (ur. 16 marca 1974) – angielski piłkarz występujący na pozycji pomocnika.

## Sukcesy
Middlesbrough
- Division One: mistrz 1994/1995

Bolton Wanderers
- Division One: mistrz 1996/1997